# Kungsör (comuna)
Kungsör (em sueco: Kungsör kommun) é uma comuna da Suécia localizada no condado de Västmanland. Sua capital é a cidade de Kungsör. Possui 203 quilômetros quadrados e segundo censo de 2018, havia 8 667 habitantes.